# Пейн де Роэ
Пейн (Пан) де Роэ (англ. Payn (Payne) Roelt, Paon de Roet, фр. Paon de Roët; до 1305 — около 1355) — рыцарь из Эно (Геннегау), герольд Фламандии, участник Столетней войны, герольдмейстер Аквитании, перебравшийся в Англию после женитьбы короля Эдуарда III на Филиппе де Эно. Наиболее известен как отец Кэтрин (Екатерины) Суинфорд — любовницы, а потом жены Джона Гонта, герцога Ланкастера, дети которой получили фамилию Бофорт. Другая его дочь, Филиппа, была женой английского поэта Джефри Чосера.
В Англии Пейн находился на службе у королевы Филиппы. После начала в 1340 году Столетней войны он принимал участие в ней на ранних этапах, в том числе участвовал в битве при Креси и осаде Кале. Не позже 1349 года он вернулся в Эно, где служил графине Маргарите I, сестре королевы Филиппы. В конце 1351 года был вынужден бежать вместе с ней в Англию, но в марте 1352 года вернулся. Вскоре после этого упоминания о нём исчезают.

## Происхождение
Происхождение Пейна документально не зафиксировано. Его родовое прозвание было Роэ (фр. Roët). На основании родового прозвания Пейна высказывалось предположение, что он был связан родством с могущественным родом сеньоров Рё, владевших сеньорией в графстве Эно (Геннегау), название которой писалось по разному: Rouet, Roëlt, Ruet. Происхождение этого рода прослеживалось до Карла Великого. Их владения были в основном сосредоточены около города Ле-Рё, располагавшегося в восьми милях к северо-востоку от Монса. Также в состав их владений входил Ру в 40 милях к востоку от Монса и Форёльс в 20 милях к югу. Однако, по мнению историка Элисон Уэйр, есть основания сомневаться в данной версии происхождения Пейна: хронист Жан Фруассар, который сам был из Эно, скорее всего был прекрасно осведомлён о его происхождении, но не указывает на его знатность. В качестве отца Пейна он указывает некоего Жана де Роэ (умер в 1305), сына Юона де Роэ (фр. Huon de Roët). Ни у одного из них Фруассар не приводит никаких титулов. В то же время Уэйр отмечает, что полностью отбрасывать эту версию нельзя: Пейн действительно мог происходить из младшей линии рода Рё, поскольку написание родовых прозваний Roeulx и Roët достаточно схоже и они вполне могли быть взаимозаменяемыми. Кроме того, имя Жиль, которое получил при крещении Пейн, достаточно часто встречалось в роду сеньёров Рё.
Дополнительным доказательством возможного родства Пейна с сеньорами Рё являются геральдическое сходство гербов Пейна и сеньоров Рё. Герб города Ле-Рё (фр. Le-Roeulx) представляет собой золотого льва на зелёном поле с колесом в лапе, что является игрой слов: на французском roue — колесо. Эту же тему переняла и семья Пейна: герб его дочери, Екатерины Суинфорд, представлял собой 3 золотых колеса на красном поле, однако судя по геральдическим эмблемам на облачениях, подаренных ей Линкольнскому собору, на её гербе до 1396 года, когда она вышла замуж за Джона Гонта, были три простых серебряных колеса; вероятно она унаследовала этот герб от отца.

Герб города Ле-Рё
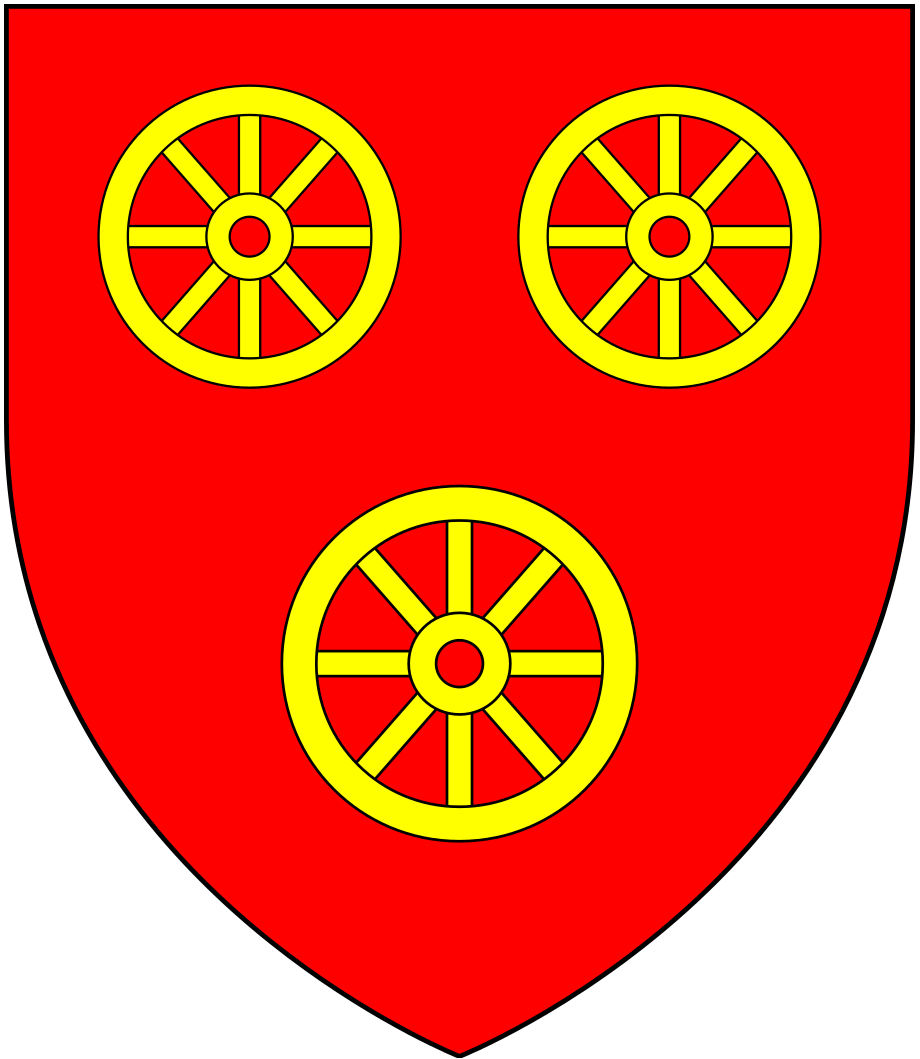
Герб Пейна де Роэ и его дочери Кэтрин Суинфорд до 1396 года
Герб Кэтрин Суинфорд после 1396 года

## Ранняя биография
Если отцом Пейна действительно был Жан де Роэ, умерший в 1305 году, то он должен был родиться не позже 1305—1306 года. В «Картикулярии графов де Эно» (фр. Cartulaire des Comtes de Hainaut) есть ссылка на «Жиля де Роэ по имени Пан» (фр. Gilles de Roët called Paon or Paonnet). Исходя из этого можно сделать вывод, что при крещении он получил имя Жиль, а Пан (фр. Paon) или Пейн (англ. Payn (Payne)) было его прозвищем, которое он широко использовал в качестве имени; оно даже появилось на его могиле. В переводе с французского paon означает «павлин». Возможно, что оно указывало на то, что он был тщеславным человеком и любил одеваться в яркую одежду, чтобы произвести впечатление на дам. С другой стороны, встречается форма «pion», что в переводе с французского означает «церемониймейстер», что могло быть отражением роли, которую Пейн играл при дворе.
В эпитафии на могиле Джона Гонта было сказано, что его жена Кэтрин Суинфорд происходила из рыцарской семьи. Также о рыцарском звании Пейна свидетельствуют некоторые другие источники. В одном из источников он в 1349 году даже назван «лордом», что, скорее всего, отображает его земельный статус и благородное происхождение. Известно, что у Пейна были какие-то владения в Эно, поскольку его внук, сэр Томас Суинфорд (сын Екатерины Суинфорд от первого брака) в 1411 году отстаивал свои наследственные права в Эно, полученные им от матери. Но вероятно, что эти владения были не очень большими, а сам Пейн не был богатым человеком.

## Жизнь в Англии
В декабре 1327 года Филиппа де Эно, дочь графа Вильгельма I де Эно, прибыла в Англию, где 24 января 1328 года в Йоркском соборе стала женой английского короля Эдуарда III. Вместе с будущей королевой в Англию прибыл и Пейн, который, возможно, служил церемониймейстером Филиппы и мог в этом качестве присутствовать на свадьбе.
После брачных торжеств большинство её слуг из Эно отправили домой. Кроме нескольких дам в её свите из Эно остались только двое мужчин, в том числе Пейн де Роэ, что по мнению Э. Уэйр могло быть связано не только с расположением к нему королевы, но и тем, что он мог быть её родственником, возможно, через свою жену. Доказательством тесной связи с правящим семейством Эно может служить тот факт, что дочь Пейна, Элизабет, была пребендарием весьма влиятельного аббатства Святой Вальдетруды в Монсе.
Вне зависимости от того, был ли Пейн родственником королевы Филиппы, он пользовался уважением при английском дворе. Самая первая запись о нём относится к 1332 году. Он служил в домашнем хозяйстве королевы и был его смотрителем. Согласно не сохранившейся эпитафии, которая была в его захоронении в соборе Святого Павла, Пейн был герольдмейстером Аквитании. Возможно, что он получил эту должность около 1334 года при содействии королевы Филиппы. К середине 1340-х годов Пейн вернулся на службу к Филиппе как «один из кавалеров благородной королевы».
Даты рождения детей Пейна неизвестны, но Э. Уэйр в своём исследовании об Кэтрин Суинфорд, постаралась вычислить их. Элизабет, старшая из дочерей Пейна, родилась, вероятно, не позже 1335/1336 года. Не позже 1338/1340 года родился единственный сын Пейна, Уолтер, возможно названный в честь сэра Уолтера Мэнни — другого рыцаря из Эно, который находился на службе у королевы Филиппы. Около 1350 года родилась самая известная дочь Пейна, Кэтрин (Екатерина), получившая имя, вероятно, в честь святой Екатерины. В начале 1350-х родилась и младшая из дочерей Пейна, Филиппа, названная, вероятно, в честь королевы Филиппы, которая, возможно, была её крёстной. На основании большого разрыва между рождением второго и третьего ребёнка Пейна Э. Уэйр предполагает, что двое старших детей родились, возможно, от первого брака Пейна, а две младших дочери — от второго. 
По после начала Столетней войны между Англией и Францией в 1340 году Пейн принимал участи в её первых конфликтах. В 1346 году он сражался в победной для англичан битве при Креси. В том же году он участвовал в осаде Кале, а в августе 1347 года был маршалом королевского двора и одним из двух рыцарей королевы, которых назначили для того, чтобы провести к ней 6 бюргеров города Кале, сдавшихся после захвата города Эдуардом III, и которым была сохранена жизнь благодаря заступничеству Филиппы.

## Последние годы
Будучи иностранкой, королева Филиппа никогда не обвинялась в том, что без разбора продвигала по службе своих земляков. И это, вероятно, объясняет, почему Пейн, который пользовался благосклонностью королевы, был не так известен при английском дворе и попытался сделать карьеру в другом месте. К 1349 году он вернулся в Эно. Спустя некоторое время после 27 июля 1349 года правящая графиня Эно и императрица Священной Римской империи Маргарита I (сестра королевы Филиппы) назначила его дочь Элизабет пребендарием (почётной канонессой) аббатства Святой Вальдетруды в Монсе. В период 1350—1352 годов имя Пейна не менее 7 раз упоминается в «Картикулярии графов Эно».
В 1351 году Пейн находился на службе у графини Маргариты как рыцарь-магистр её домашнего хозяйства. В этом качестве он, возможно, отвечал за соблюдение протокола. Однако положение Маргариты в Эно было достаточно шатким: в 1350 году она отказалась от претензий на графства Голландия, Зеландия и Фрисландия в пользу своего второго сына, Вильгельма, надеясь сохранить Эно под своим управлением. Однако весной 1351 года Вильгельм захватил и Эно, сторонники Маргариты были изгнаны, их замки разрушены, а должности переданы другим. В декабре Маргарита, надеясь заручиться поддержкой Эдуарда III, бежала в Англию, в числе других её сопровождал и Пейн. С учётом неопределённости в Эно, он, вероятно, взял с собой всю свою семью — жену (если она ещё была жива) и детей, кроме Элизабет, которая осталась в своём монастыре.
Вскоре Маргарита договорилась с Вильгельмом. По условиям соглашения ей было возвращено Эно. Сам Вильгельм в начале 1352 года приехал в Англию, где женился на Матильде (Мод) Ланкастерской, близкой родственнице Эдуарда III. В марте Маргарита вернулась в Эно, её сопровождал и Пейн. Но после августа 1352 года его упоминания полностью пропадают из современных ему источников.
Вероятно, что отсутствие упоминаний о Пейне связано с тем, что он умер вскоре после 1352 года. Э. Уэйр предполагает, что он умер в начале 1355 года, поскольку именно в этом году его сын Уолтер, который в начале года находился на службе у графини Маргариты де Эно, в мае перебрался в Англию, получив назначение дворцовым стражем покоев Эдуарда Чёрного принца. Историк считает, что именно смерть Пейна побудила графиню Маргариту отправить его сына в Англию к сестре.

## Захоронение

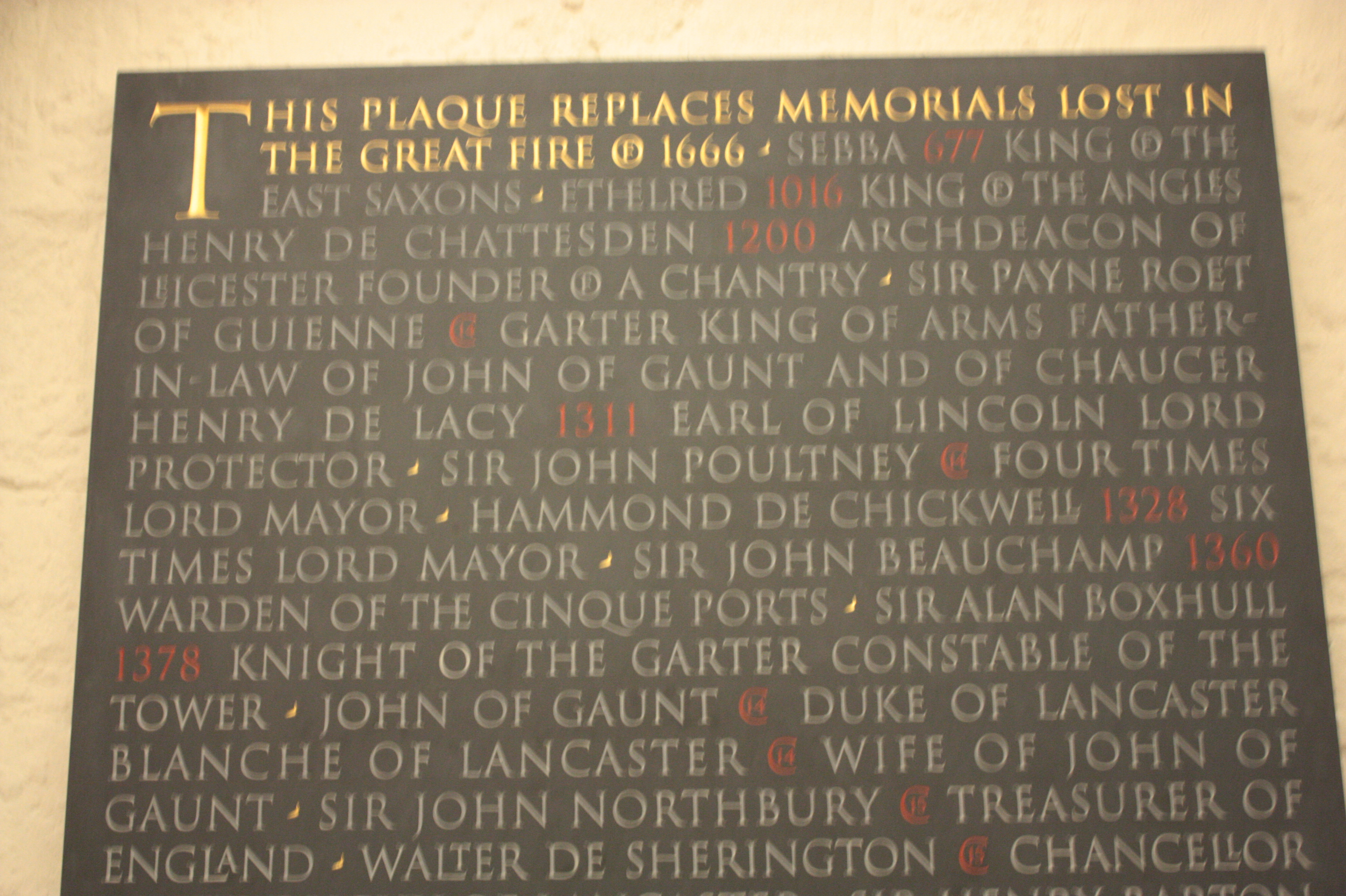
Мемориальная доска на соборе Святого Павла, где в числе других не сохранившихся захоронений указана и имя Пейна де Роэ

Дата смерти Пейна нигде не указывается. Известно, что он был похоронен в соборе Святого Павла в Лондоне, где после 1396 года была установлена его эпитафия, до настоящего времени его гробница не сохранилась. 
Захоронение Пейна было описано в 1631 году Джоном Уивером в его труде «Надгробные памятники» (англ. Ancient Funerary Monuments). По его словам, могила Пейна располагалась недалеко от гробницы сэра Джона Бошана. На могиле располагалась мраморная плита, инкрустированная медью, от которой к тому времени сохранились только шляпки гвоздей. На ней также были выгравированы изображение и герб Пейна. Кроме того, там была размещена эпитафия: «Здесь покоится Пейн Роэ, воин, герольдмейстер Аквитании, отец Кэтрин, герцогини Ланкастерской».
По описанию Уивера захоронение в 1631 году было очень древним. Использование титула Кэтрин предполагает, что гробница была заказана Кэтрин Суинфорд, ставшей после второго брака в 1396 году герцогиней Ланкастерской, до своей смерти, случившейся в 1403 году.
Тот факт, что Пейн был захоронен в соборе Святого Павла, возможно, указывает на то, что к нему с уважением относились члены королевской семьи. Хотя не исключено, что его останки могли быть перезахоронены уже после того, как его дочь стала в 1396 году герцогиней Ланкастерской.

## Браки и дети
Возможно, что Пейн был женат 2 раза, но о жёнах ничего не известно. У него известно четверо детей:
- Изабелла (Элизабет ) де Роэ (до 1335/1336 — около 24 июля 1368)[4][7].
- Уолтер де Роэ (до 1338/1340 — 1356?)[4].
- Кэтрин (Екатерина) де Роэ (Суинфорд) (ок. 1350 — 10 мая 1403); 1-й муж: около 1362 сэр Хью Суинфорд (1340 — ноябрь 1371); 2-й муж: с 13 января 1396 года Джон Гонт (после 1350 — 3 февраля 1399), граф Ланкастер с 1361, граф Лестер и Дерби с 1362, 1-й герцог Ланкастер с 1362[4][8][9][10].
- Филиппа де Роэ[англ.] (около 1346 — около 1387); муж: до 12 сентября 1366 Джефри Чосер (около 1340/1345 — 25 октября 1400), английский поэт[4][11].